# Francesca Granzotto
Francesca Granzotto (Conegliano, 22 marzo 2002) è una rugbista a 15 italiana, mediano di mischia dell'Exeter.

## Biografia
Cresciuta nel Conegliano, proseguì la formazione nelle giovanili del Villorba, con cui si aggiudicò diversi tornei juniores a livello nazionale; dopo avere vinto una selezione all'accademia sportiva del Worthing College vicino Brighton, si trasferì in Inghilterra per una stagione durante la quale militò nelle femminili dell'Hove.
Tornata in Italia al Villorba, si iscrisse nel 2021 alla LUISS di Roma per gli studi in economia politica, trovando ingaggio presso la Capitolina.
L'esordio in nazionale maggiore avvenne a luglio 2022 a Langford, in occasione di un test match contro il Canada in preparazione della Coppa del Mondo 2021, competizione per la quale Granzotto fu convocata.
Dopo quattro stagioni a Roma, Francesca Granzotto è tornata in Inghilterra all'Exeter a partire dalla stagione 2025-26, ed è stata convocata per la Coppa del Mondo 2025, la sua seconda consecutiva.